# McGregor
McGregor este un oraș din provincia Wes-Kaap, Africa de Sud.